# Agylla corcovada
Agylla corcovada är en fjärilsart som beskrevs av William Schaus 1894. Agylla corcovada ingår i släktet Agylla och familjen björnspinnare. Inga underarter finns listade i Catalogue of Life.